# Hornborgastugan
Hornborgastugan är en stuga, ett husmansställe, som flyttades till Skansen från Hornborga by 1898.

## Bakgrund
Hornborgastugan är en enkelstuga och består av en bostadsdel, en fähusdel samt en lada. Dessa delar är sammanbyggda i vinkel. Både fähuset och bostadsdelen är timrat. Väggarna i ladan är av gråsten och skiftesverk. Taket är av halm.
Stugan fanns ursprungligen i Hornborga socken i Västergötland.

## Galleri

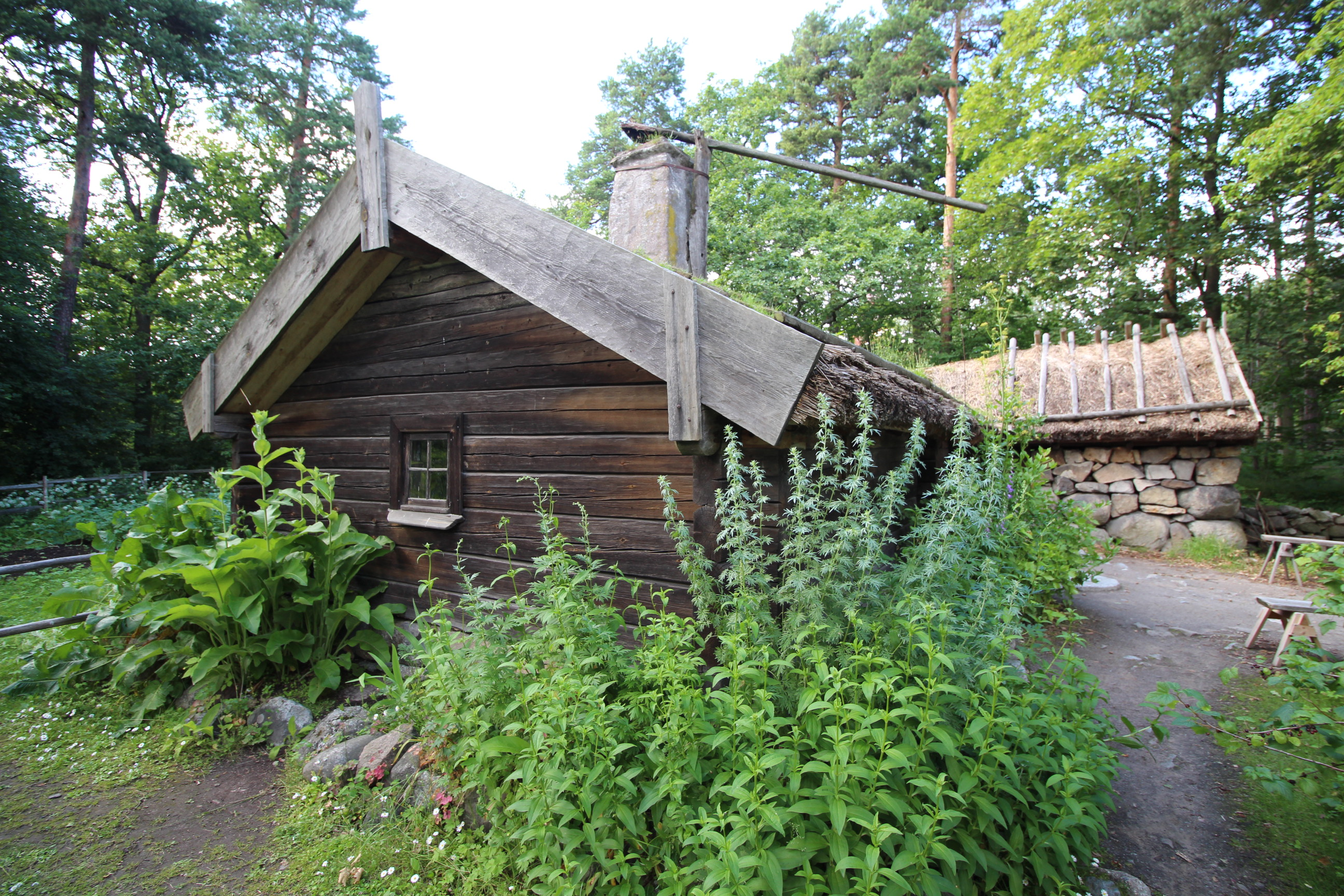
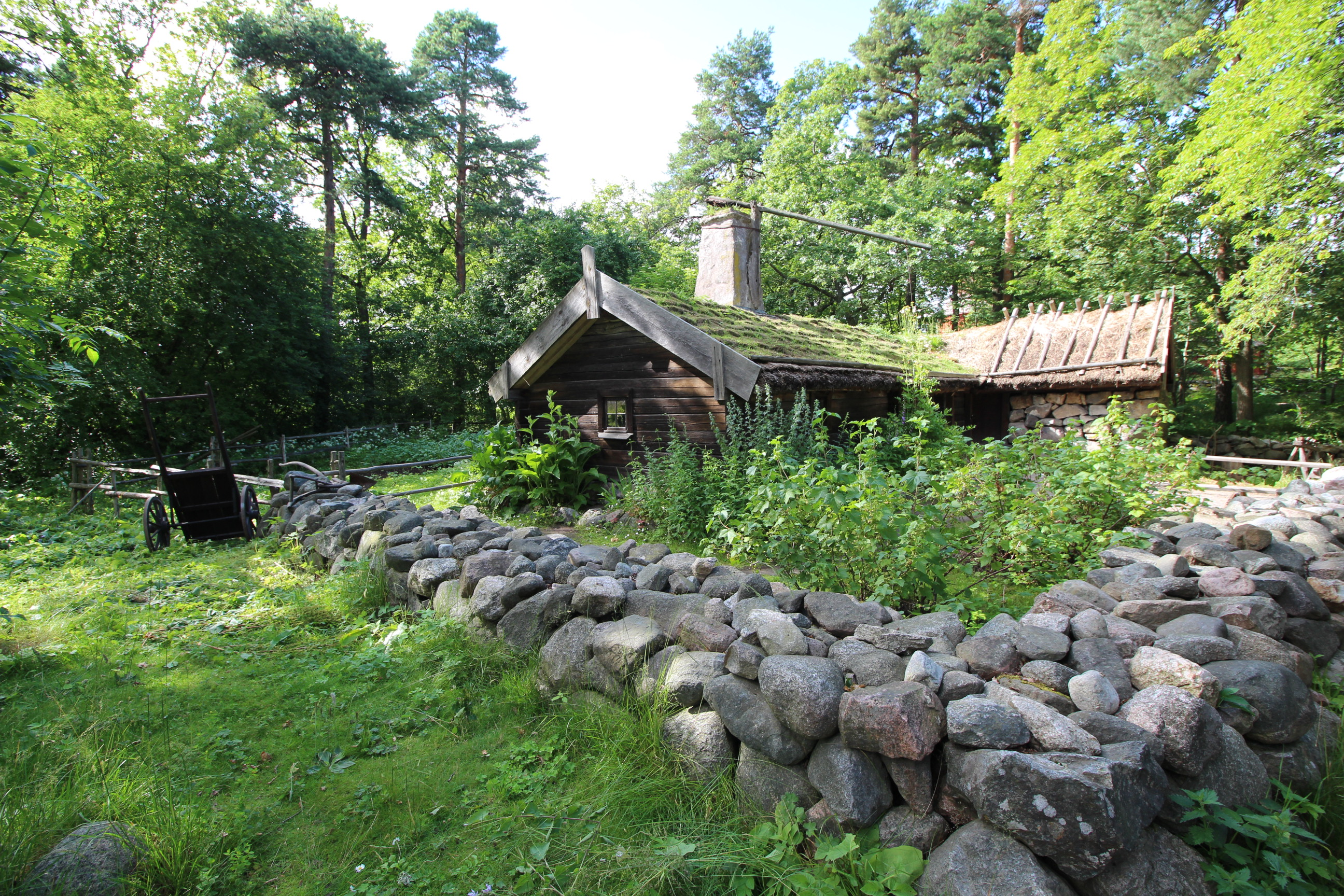

## Kultur
Stugan användes som exteriör för filmen Bödeln och skökan, som titlens Bödels bostad. 